# Flirtea picta
Flirtea picta is een hooiwagen uit de familie Cosmetidae.